# 東安陽県
東安陽県（とうあんよう-けん）は中華人民共和国河北省にかつて存在した県。現在の張家口市陽原県南東部に相当する。
前漢により設置され、西晋により廃止された。